# Wellington (Új-Zéland)
Wellington (maori nevén Te Whanganui-a-Tara, Poneke vagy Upoko-o-te-Ika-a-Māui) Új-Zéland fővárosa és Auckland után a második legnagyobb városa. A hozzá tartozó agglomerációval együtt lakossága mintegy 410 ezer fő. Az Északi-sziget déli csücskében található, a Cook-szoros partján, a Wellingtoni-öbölben. A déli szélesség 41°-án fekszik, és ezzel a Föld legdélebben található fővárosa.
Wellington az ország kormányzati, kulturális és pénzügyi központja. Időjárása a Cook-szoros közelsége miatt igen nedves és szeles, ezért gyakran Windy Wellingtonnak (szeles Wellington) nevezik. Az Economist Intelligence Unit 2021-es életminőség-rangsorának 4. helyén végzett.

## Földrajz

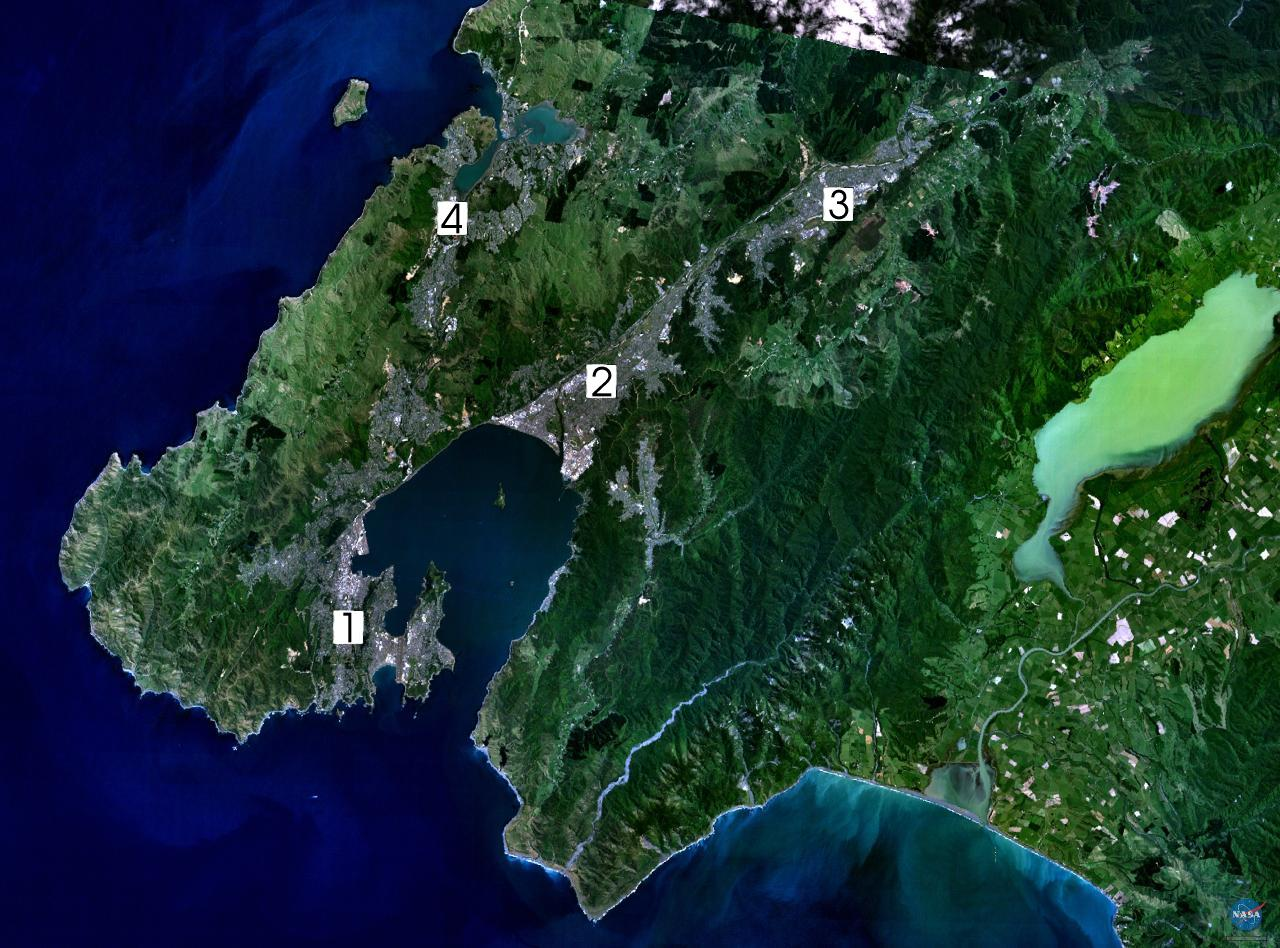
Műholdkép Wellingtonról és elővárosairól: 1. Wellington, 2. Lower Hutt, 3. Upper Hutt, 4. Porirua

Wellington az Északi-sziget legdélebbi csücskében fekvő természetes öböl, a Wellingtoni-öböl partján fekszik. Az öböl kijárata a Déli-Csendes-óceánt és az Ausztrália és Új-Zéland között elterülő Tasman-tengert összekötő Cook-szorosra nyílik. A szoros túlsó partján a Marlborough Sounds fjordvidéke terül el. A várostól északra húzódó meredek dombok mögött a homokos tengerpartjáról ismert Kapiti-partvidék található, kelet felől a Rimutaka-hegység választja el a mezőgazdasági szempontból jelentős Wairarapa síkságától. Wellingtontól északkeletre húzódik a Hutt-folyó völgye, ahol a wellingtoni agglomerációhoz tartozó egybefüggő település-hálózat épült ki (Petone, Lower Hutt, Upper Hutt, Wainuiomata stb.). Jelentősebb elővárosnak számít még az északi irányban található Porirua.
Wellington viszonylag kis területű belvárosa 4 kerületből (Lambton, Cuba, Courtenay és Willis) áll, és a várost övező meredek dombok és a tenger között húzódik. A külső városrészek (Kelburn, Thorndon, Karori, Haitaitai, Miramar, Wadestown stb.) többsége a környező dombokon található.
Wellington Budapesttől 17 958 km-re van légvonalban, így majdnem a Föld átellenes pontján található.

### Szeizmikus aktivitás
A terület még új-zélandi mércével mérve is fokozottan aktív szeizmikus szempontból: számos kisebb-nagyobb törésvonal találkozik itt. Évente általában többször is előfordul érezhető mértékű földmozgás. Az 1848-as és 1855-ös földrengések különösen nagy erejűek voltak, és súlyos károkat okoztak a városban. Az utóbbi rengés a Richter-skála szerint 8,2-es erősségű volt, ami az Új-Zélandon valaha mért legnagyobb érték. Hatására egy jelentős mocsaras terület emelkedett ki a kikötő vizéből, amit a később lecsapoltak, és ma a belváros részét képezi. A város utcáin sok helyen emléktáblák jelzik az 1855 előtti partszakasz helyét.
Az 1855-ös földrengést követően a további károk csökkentése érdekében szinte csak faépületek épültek a városban. A 20. században az acélszerkezetek elterjedésével lehetővé vált más építőanyagok használata is, de a lakóépületek, családi házak túlnyomó része még ma is fából készül. Az építési szabványok egyre szigorúbbá váltak. A földrengésveszély még ma is állandóan fennáll; a belvárosban található 20-30 emeletes felhőkarcolók dolgozói csak a modern építési technológiákban bízhatnak egy jelentősebb rengés esetén.

### Éghajlat

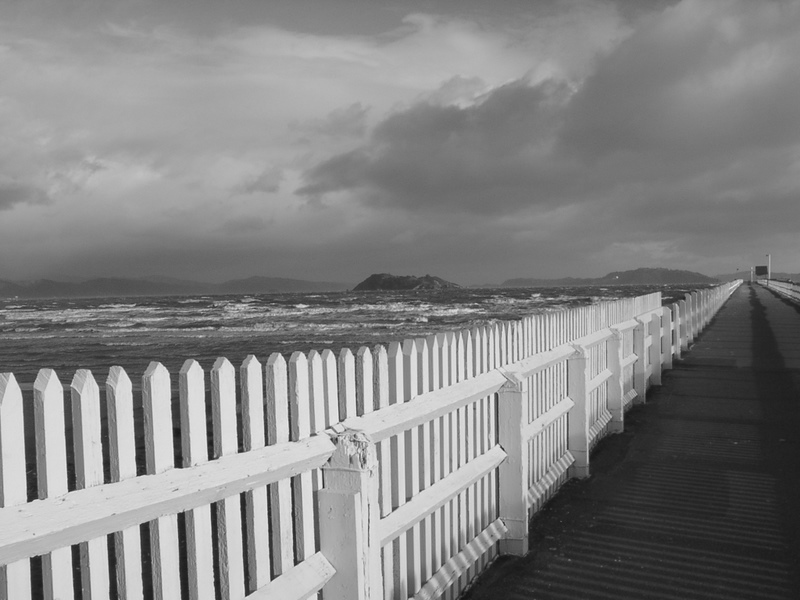
Viharos szél a Wellingtoni-öbölben, háttérben a Matiu/Somes-sziget

Wellington éghajlata mérsékelt óceáni, enyhe telekkel és mérsékelten meleg nyarakkal. Mivel az üvöltő negyvenesek szélességén fekszik, így időjárása gyakran szeles és esős, amit a Cook-szoros közelsége is felerősít. A legmelegebb hónapban, februárban az átlagos középhőmérséklet 17 °C, míg a leghidegebb hónapban, júliusban mindössze 8,7 °C. A napos órák száma évente 2060 óra, és az éves csapadékmennyiség átlagosan 1250 mm.
| Hónap                         | Jan. | Feb. | Már. | Ápr. | Máj. | Jún. | Júl. | Aug. | Szep. | Okt. | Nov. | Dec. | Év   |
| ----------------------------- | ---- | ---- | ---- | ---- | ---- | ---- | ---- | ---- | ----- | ---- | ---- | ---- | ---- |
| Rekord max. hőmérséklet (°C)  | 30,3 | 30,1 | 28,3 | 27,3 | 22,0 | 18,3 | 17,6 | 19,3 | 21,9  | 25,1 | 26,9 | 29,1 | 30,3 |
| Átlagos max. hőmérséklet (°C) | 20,3 | 20,6 | 19,0 | 16,7 | 14,2 | 12,0 | 11,4 | 12,0 | 13,5  | 15,0 | 16,6 | 18,5 | 15,8 |
| Átlaghőmérséklet (°C)         | 16,7 | 16,9 | 15,7 | 13,7 | 11,4 | 9,3  | 8,6  | 9,2  | 10,5  | 11,9 | 13,4 | 15,3 | 12,7 |
| Átlagos min. hőmérséklet (°C) | 13,4 | 13,6 | 12,6 | 10,9 | 8,8  | 6,9  | 6,3  | 6,5  | 7,7   | 9,0  | 10,3 | 12,2 | 9,8  |
| Rekord min. hőmérséklet (°C)  | 4,1  | 5,2  | 4,6  | 2,6  | 1,0  | −0,1 | 0,0  | −0,1 | 0,2   | 1,2  | 1,7  | 3,4  | −0,1 |
| Átl. csapadékmennyiség (mm)   | 72   | 62   | 92   | 100  | 117  | 147  | 136  | 123  | 100   | 115  | 99   | 86   | 1249 |
| Átl. páratartalom (%)         | 79   | 82   | 82   | 83   | 84   | 86   | 86   | 84   | 81    | 80   | 79   | 80   | 82   |
| Havi napsütéses órák száma    | 239  | 206  | 194  | 154  | 127  | 102  | 113  | 137  | 163   | 191  | 210  | 223  | 2059 |
| Forrás: NIWA                  |      |      |      |      |      |      |      |      |       |      |      |      |      |

Wellington a világ egyik legszelesebb városa. Az éves átlagos szélerősség 22 km/h, és évente átlagosan 173 olyan nap van, amikor 63 km/h (40 csomó) feletti széllökéseket mérnek. A leggyakoribb szélirány az északi, de gyakran sújtja a várost az Antarktisz felől fújó, déli, hideg és viharos erejű szél is.
Mint a déli féltekén általában, az UV-sugárzás Wellingtonban is jóval erősebb, mint az Európában megszokott.

### Városi környezet
A tenger közelsége, a hosszú tengerpart és a meredek, zöld domboldalak festői környezetet biztosítanak a városnak. A wellingtoniak túlnyomó része kevesebb, mint 3 kilométerre lakik a tengertől.
A kis alapterületű, a dombok és a tengerpart közötti lapos területen húzódó belváros (CBD – Central Business District) magas irodaépületeivel és szűk utcáival az üzleti és kulturális élet központja. A belváros kávézókkal tarkított, sportolási lehetőségeket kínáló vízparti sétánya (Waterfront) kedvelt találkozóhely. A domboldalakon elterülő külső városrészek zöldövezeti jellegűek, kertes családi házakkal, meredek utcákkal.
Wellingtonban összesen 109 park és játszótér található, köztük számos nagy kiterjedésű, sétautakkal ellátott zöldterület. A legjelentősebbek a Botanikus kert, a Mount Victoria és a Karori madárrezervátum. Az öbölben található Matiu/Somes-Sziget, amely hajóval érhető el a belvárosból, kedvelt kirándulóhely. A városon kívül is számos sportolásra, kirándulásra alkalmas tengerpart, természetvédelmi terület van elérhető közelségben.

## A név eredete
A város Wellington első hercegéről, Arthur Wellesleyről kapta a nevét, aki a waterlooi csatában győzelmet aratott Napóleon császár seregei felett. A herceg neve az angliai Somerset megyében található Wellington város nevéből ered.
Az új-zélandi őslakos maorik Wellingtont három különböző néven nevezik: Te Whanganui-a-Tara, Poneke vagy Upoko-o-te-Ika-a-Māui. Az első név jelentése „Tara nagy kikötője”. A második név, Poneke, a település korábbi angol nevének (Port Nicholson, röviden Port Nick) maori transzliterációja. A harmadik, leginkább hagyományos elnevezés jelentése „Maui halának feje”.

## Történelem

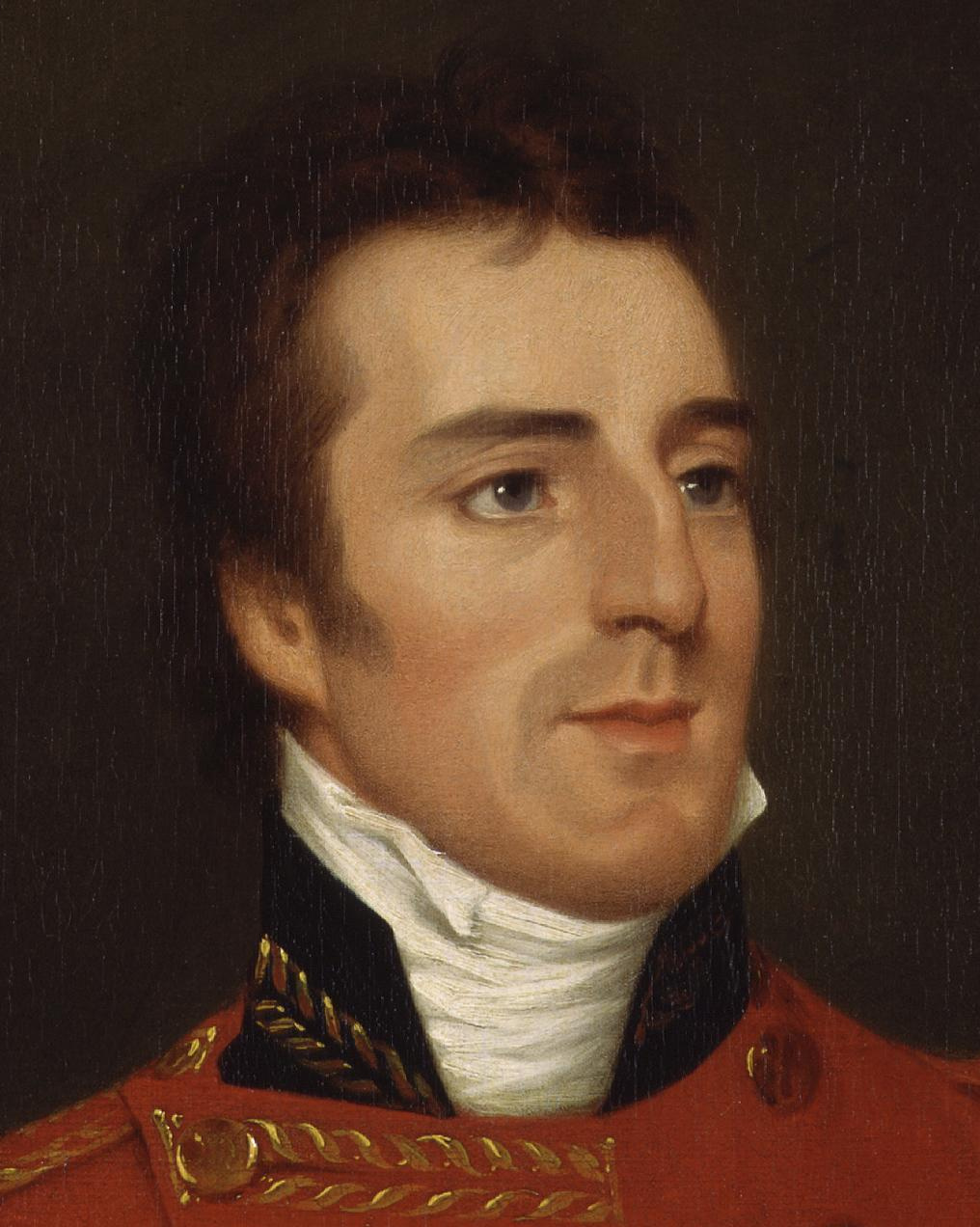
Arthur Wellesley, Wellington hercege

A maori legenda szerint a területet Kupe fedezte fel és járta be először az i. sz. 10. században. Az európai bevándorlók letelepedése a 19. század közepétől kezdődik. 1839. szeptember 20-án egy előőrs érkezett az Új-Zéland Társaság Tory nevű hajóján, majd 1840. január 22-én az Aurora fedélzetéről 150 telepes szállt partra. Az első település a jelenlegi várostól északkeletre, a Hutt folyó mocsaras torkolatánál épült fel. (Ez a terület a mai Petone városrész.) A rendszeres áradások miatt azonban a lakók hamarosan a város mai területén levő meredek domboldalakra húzódtak.

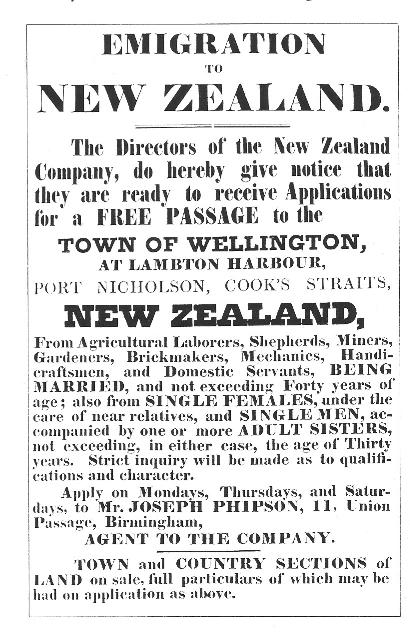
Az Új-Zéland Társaság wellingtoni bevándorlókat toborzó hirdetménye

1848-ban és 1855-ben két nagy erejű, súlyos károkkal és néhány halálos áldozattal is járó földrengés sújtotta a települést.
Az új-zélandi parlament 1862-ben ülésezett először Wellingtonban, ám a város csak 1865-től vette át hivatalosan a főváros szerepét Aucklandtől. A parlament elé terjesztett és elfogadott változtatás mögött Wellington központi elhelyezkedése, a Déli-szigethez való közelsége, valamint jó adottságokkal rendelkező kikötője szóltak. Ekkorra a lakosok száma már 4900-ra nőtt.
1875-től megindult a személyszállító hajóforgalom Wellington és a Déli-szigeti Picton között, rendszeres összeköttetést teremtve ezzel az ország két része között.
1876-ban megépült az akkori kormányhivatalok székhelyéül szolgáló Old Government Buildings. Az olasz reneszánsz stílusát követő épület a földrengésveszély miatt fából készült, és a világ második legnagyobb faépülete.
1902-től üzemel a belvárost Kelburn városrésszel összekötő sikló (Wellington Cable Car), amely azóta is a város egyik fő nevezetességének számít. 1908-ra készült el a vasúti összeköttetés Wellington és Auckland között.
Bár új-zélandi katonák mindkét világháborúban harcoltak, az ország területét a 20. században elkerülték a fegyveres harcok. Wellington mind az első világháborúban, mind a másodikban kiképző központként szolgált a hadszínterekre induló új-zélandi katonák, illetve a Csendes-óceáni hadszíntéren harcoló szövetséges erők számára. 1939-től megerősítették a város fegyveres védelmét, és az öböl bejáratához és a környező dombokra ágyúkat és légvédelmi ütegeket telepítettek, ezek azonban nem kerültek bevetésre. A Wellingtoni-öböl közepén levő Matiu/Somes-sziget a második világháború alatt hadifogoly-táborként szolgált.
1968. április 10-én a Wahine nevű komphajó viharban zátonyra futott és felborult a Wellingtoni-öböl bejáratánál. Az utasok közül 51 ember életét vesztette. Az áldozatok emlékét park őrzi.
1981-ben Sir Basil Spence skót építész tervei alapján megépült a parlament új székhelyéül szolgáló, kör alaprajzú épület, a Beehive (méhkas). 1998-ban megnyílik Új-Zéland nemzeti múzeuma, a Te Papa Tongarewa.
2000-től kezdődően Wellingtonra egyre inkább a filmipar miatt figyelt a világ: Peter Jackson rendező itt készítette el A Gyűrűk Ura filmváltozatát.

## Népesség
Az új-zélandi népesség 4,45%-a Wellingtonban, 11,1%-a a wellingtoni régióban él. A népesség etnikailag vegyes: a 2006-os népszámlálási adatok alapján a város lakóinak 70,1%-a vallotta magát európai eredetűnek, 13,2% ázsiainak, 7,7% maorinak, és 5,2% csendes-óceániai származásúnak. Az új-zélandi települések között Wellingtonban kiemelkedően magas a felsőfokú végzettséggel rendelkezők aránya, a munkaképes korú lakosság aránya, az aktív népesség aránya, és az egy főre jutó átlagos éves jövedelem.

## Önkormányzat és közigazgatás
Mint az ország fővárosa, Wellington ad otthont az Új-Zéland központi kormányzatához tartozó intézmények túlnyomó részének. Itt található a parlament, a minisztériumok, a központi bank, a legfelsőbb bíróság is. A regionális GDP 10 százalékát a kormányzati szféra adja, és az állami hivatalok foglalkoztatják a régió munkavállalóinak kb. tizedét.

## Gazdaság
Wellington a szigetország pénzügyi központja is; a legtöbb bank, biztosítótársaság székhelye itt található, és Wellingtonban van az új-zélandi tőzsde is. Fontos iparágak továbbá a turizmus, a biotechnológia, az informatika és kommunikáció, a ruha- és divatcikkek és az oktatás. A Gyűrűk ura-trilógia készítése folyamán a város a filmgyártás egyik központjává vált, és az akkor kialakított infrastruktúra (stúdiók, digitális technika stb.) alapjaira épülve a moziipar gyorsan fejlődik.

## Kultúra
Wellingtonban található Új-Zéland hatalmas, modern nemzeti múzeuma, a Museum of New Zealand Te Papa Tongarewa.

## Magyar vonatkozások

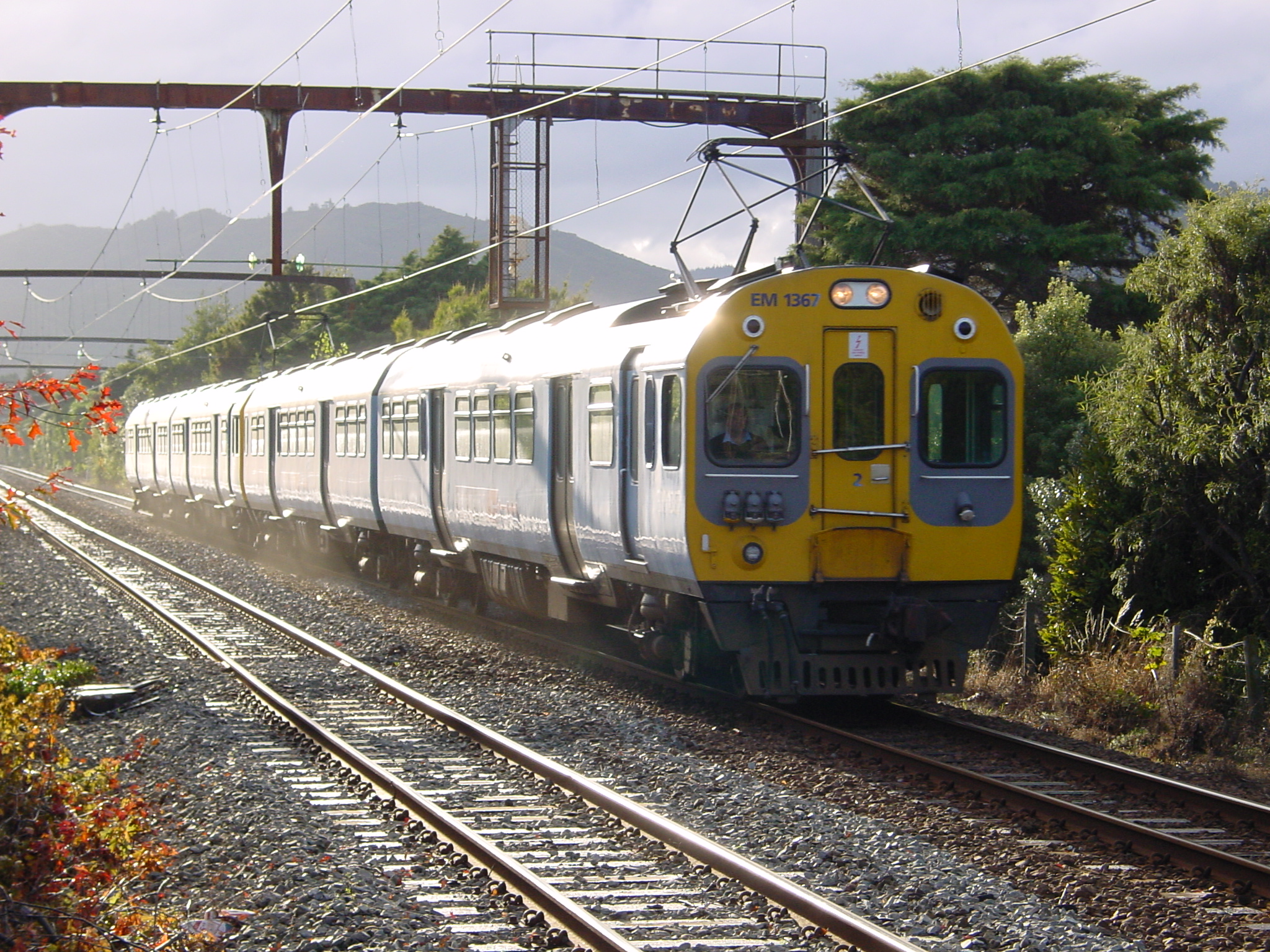
Ganz-MÁVAG szerelvény Wellington környékén

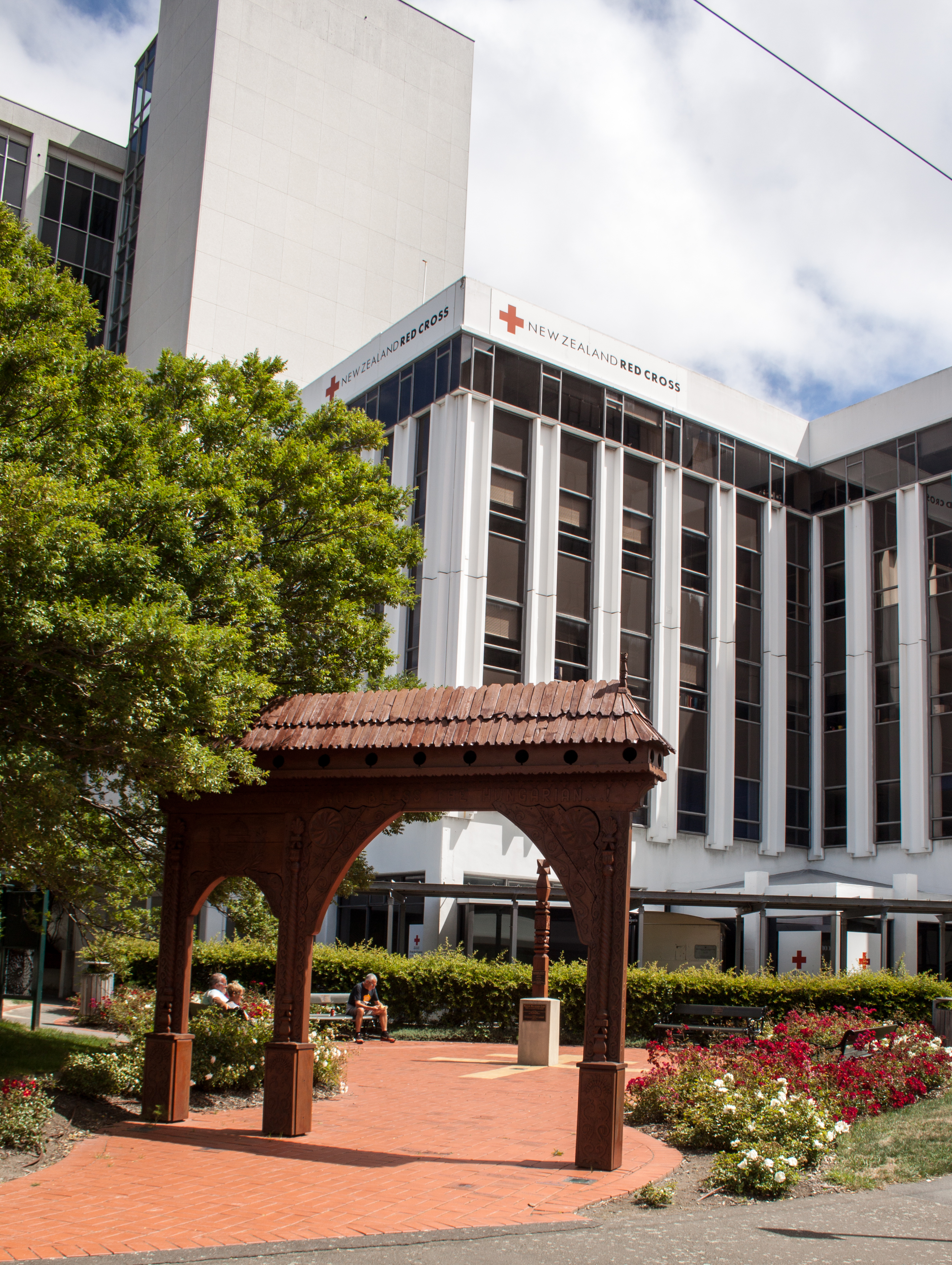
A Magyar Millenium Park

2016-ban döntés született arról, hogy Magyarország nagykövetséget nyit Új-Zéland fővárosában. Nagykövet: Szabó László Zsolt Konzul: Simon Tünde.  Wellington és Auckland emellett magyar tiszteletbeli konzulátusok székhelye is, a tiszteletbeli konzul Fejős István illetve Szabó Miklós.
Wellingtonban kis létszámú magyar közösség él. Egy részük az 1956-os forradalmat követő években érkezett Új-Zélandra, de 2000 után is számos magyar telepedett le az új-zélandi fővárosban. A helyi magyarok szervezete a Wellingtoni Magyar Közösség, amely Napsugár néven hírlevelet is kiad. Wellingtonban szerkesztik az új-zélandi magyarok háromhavonta megjelenő lapját, a Magyar Szót is.
Thorndon városrészben található a Magyar Millennium Park, amelynek létrehozását 1998-ban Szentirmay Pál akkori tiszteletbeli konzul vezetésével a helyi magyarok kezdeményezték. 2003. augusztus 20-án avatta fel Hon. Dame Silvia Cartwright, Új-Zéland kormányzója. A parkban a magyar állam által adományként küldött faragott székelykapu és kopjafa található.
A wellingtoni elővárosi vasútvonalakon közlekedő járművek túlnyomó részét 2016. május 27-ig a magyar Ganz-MÁVAG által 1982-83-ban gyártott 44 elektromos motorvonat adta.

## Személyek
- Jane Campion, Oscar- és Arany Pálma-díjas forgatókönyvíró, rendező és producer (Zongoralecke, Egy hölgy arcképe).
- Russell Coutts, olimpiai bajnok és többszörös America-kupa-győztes vitorlázó.
- Russell Crowe, Oscar-díjas filmszínész (Gladiátor, Egy csodálatos elme).
- Peter Jackson, Oscar-díjas rendező (A Gyűrűk Ura-trilógia).
- Alan MacDiarmid, Nobel-díjas kémikus (2000).
- Katherine Mansfield, írónő.
- Anna Paquin, Oscar-díjas filmszínésznő (Zongoralecke, Jane Eyre, X-Men).

## Testvérvárosok
- Peking, Kína
- Szakai, Japán
- Hsziamen, Kína
- Hania, Görögország (történelmi testvérváros)
- Harrogate, Egyesült Királyság (történelmi testvérváros)
- Sydney, Ausztrália (baráti város)
- Csingtao, Kína (partnerváros)
- Tajpej, Tajvan (partnerváros)
- Tiencsin, Kína (partnerváros)